# Blades-Gletscher
Der Blades-Gletscher ist ein Gletscher im westantarktischen Marie-Byrd-Land. Er fließt von einem verschneiten Sattel unmittelbar nördlich des La Gorce Peak in den Alexandra Mountains in östlicher Richtung zum Dalton-Gletscher auf der Nordseite der Edward-VII-Halbinsel.
Der United States Geological Survey kartierte ihn anhand eigener Vermessungen und Luftaufnahmen der United States Navy aus den Jahren zwischen 1959 und 1965. Das Advisory Committee on Antarctic Names benannte ihn 1970 nach William Robert Blades (1923–1970), Navigator bei der Operation Highjump (1946–1947) und den ersten vier Kampagnen der Operation Deep Freeze (1955–1959).